# Marche synchronisée
Ne doit pas être confondu avec Marche afghane.
La marche synchronisée est une discipline sportive et artistique basée sur une chorégraphie et qui consiste pour chacun des participants évoluant en formation (lignes, groupes) à coordonner sa fréquence de pas et ses déplacements en fonction des autres. L'une des techniques utilisées est le pas cadencé que l'on retrouve chez les militaires, notamment dans les défilés. On peut retrouver la marche synchronisée dans les spectacles de masse, le cheerleading ou tout autre spectacles faisant intervenir un grand nombre de participants.
Au Japon, la marche synchronisée est appelée sudankodo et est pratiquée notamment par des groupes d'étudiants dans les universités.

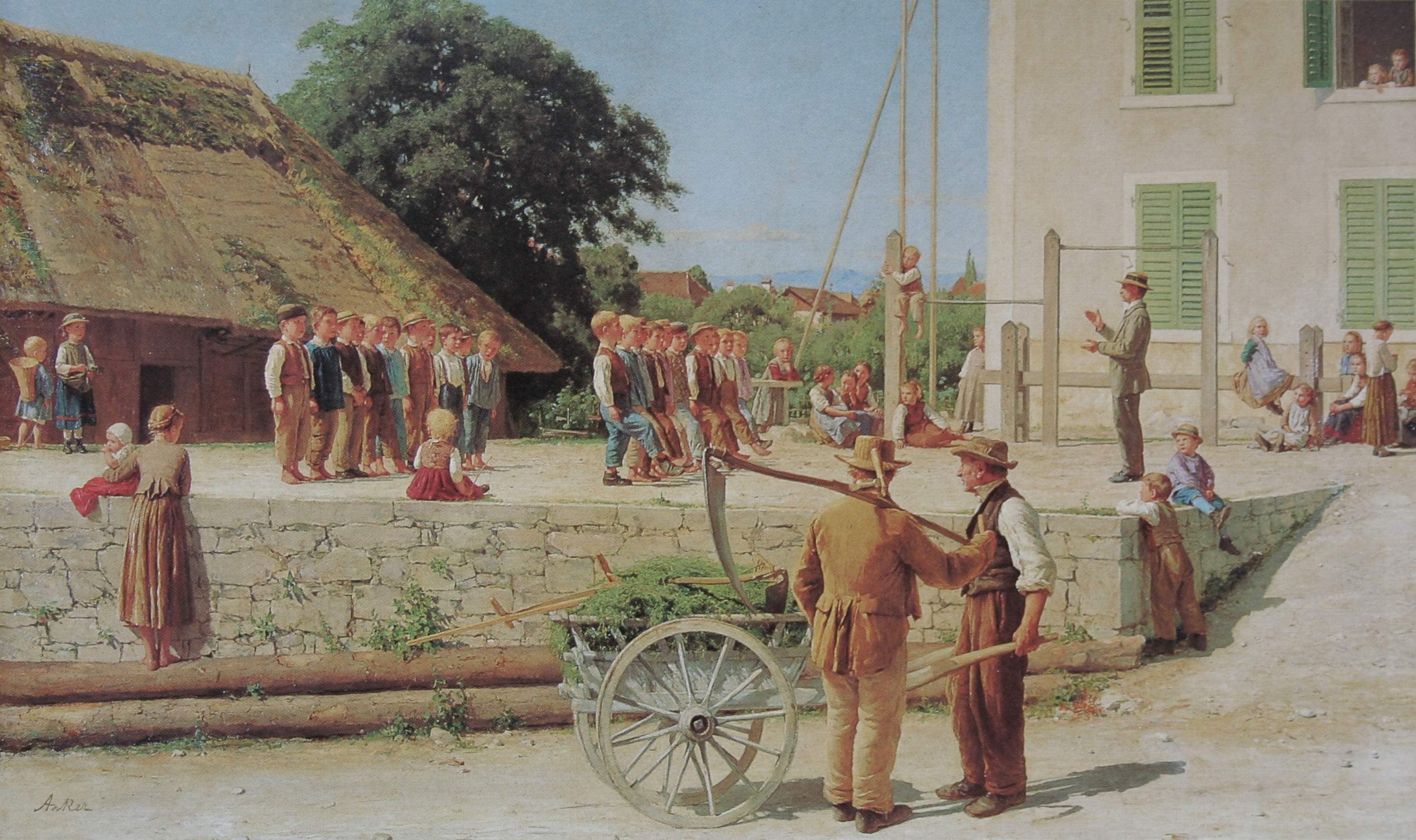
Leçon de gymnastique à Anet, peinture d'Albert Anker de 1879 représentant des enfants effectuant une marche synchronisée dans le cadre d'un cours de gymnastique à Anet (Suisse).
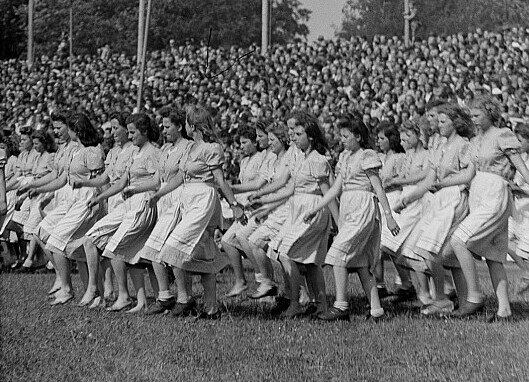
Femmes de la Jeunesse libre allemande en marche synchronisée à Leipzig (Allemagne) en 1949.
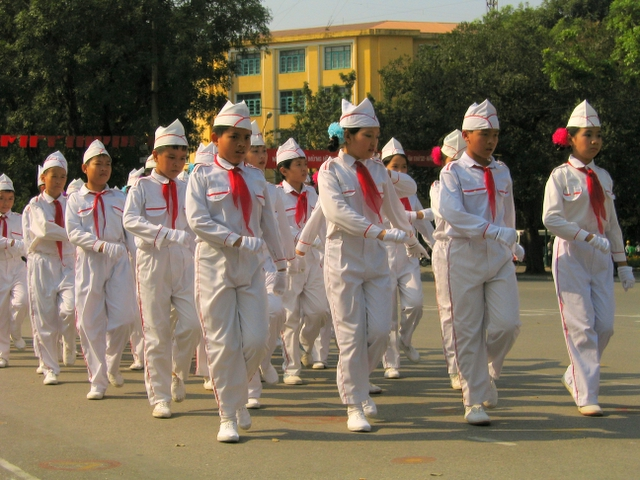
Enfants du Mouvement des pionniers en marche synchronisée à Hô Chi Minh-Ville (Viêt Nam) au cours des Jeux d'Asie du Sud-Est de 2003.